# Pélézi
Pélézi est une localité de l'ouest de la Côte d'Ivoire et appartenant au département de Vavoua, dans la Région du Haut-Sassandra. La localité de Pélézi est un chef-lieu de commune.